# 野村章恒
野村 章恒（のむら あきちか、1902年2月28日 - 1985年3月13日）は、日本の精神科医。
1902年高知県生まれ。1909年栃木県へ転居。旧制・栃木県立栃木中学校を経て、1928年東京慈恵会医科大学卒業。東京帝国大学医学部、松沢病院勤務、35年藤沢病院長。38年「心因性精神病殊に拘禁性精神病に関する臨床的知見」で東京帝国大学医学博士。42年根岸国立病院副院長、57年東京慈恵会医科大学教授、67年退任。森田療法を研究、雑誌『神経質』の編集に従事した。別名・野村章吾。

## 著書
- 『随筆精神病理解剖』三省堂 1942
- 『アラン・ポオ 精神病理解剖の立場から』福村書店 1949
- 『ノイローゼの治療と現代生活』日本教文社 1958
- 『エドガア・アラン・ポオ 芸術と病理』金剛出版新社 パトグラフィ双書 1969
- 『図説ポオのイメージと回想』編著 金剛出版 1974
- 『森田正馬評伝』白揚社 1974
- 『パトグラフィ研究 文学と精神医学との間』金剛出版 1981

記念論集
- 『野村章恒教授定年退職記念論文集』東京慈恵会医科大学精神神経科教室 1967

## 論文
- ＜野村章恒